# 性醜聞
性醜聞（Sex scandal）是指一些與性行為相關的醜聞，例如通姦。性醜聞往往涉及公眾人物如明星、政治人物、著名的運動員等。這些事件成為醜聞很大程度是因為涉及知名人士。
涉及政治人物的性醜聞，常會變成政治醜聞。

## 性醜聞

### 如何界定性醜聞
- 當事人的身分（是否為公眾人物，或該行業裡，具有一定份量的人士）。
- 當事人的行為（是否涉及通姦、性侵害、性騷擾、妨礙性自主、性交易）。
- 事件受到媒體關切的程度。
- 輿論的迴響程度。

### 性醜聞帶來的影響
- 若違法，如性侵害、通姦、性交易，需負法律責任
- 若未違法，大眾時常仍因事件與該公眾人物的形象不符而譴責被害人

## 各界性醜聞事件

### 藝人
- 2023年6月，黃子佼開始被爆出對未成年少女的性犯罪事件。
- 2021年5月，吳亦凡在中國大陸捲入多宗強姦指控的性犯罪事件。
- 2018年12月，鈕承澤涉嫌性侵新片《跑馬》女性工作人員。[1]
- 2015年10月，台灣兒童節目主持人林宗彥（牛奶哥哥）的口交影片透過行動應用程式在Instagram上廣泛流傳。不雅影片流出後，牛奶哥哥經紀人回應「牛奶是被騙拍影片」。[2]
- 2013年2月，OMG樂團的團長兼主唱，也是台灣知名的音樂製作人，Leo張宏志是專辦性愛趴的淫媒，男性每場每人收新台幣6千元報名費，女性免費。自稱「提升性愛品質」。[3]
- 2012年8月，富二代李宗瑞涉嫌下藥、拍照、性侵女藝人、女模。[4]
- 2010年，台灣藝人賀一航，涉嫌吸毒、召妓玩三P。[5]
- 2007年4月，日本的聲優經紀公司ARTSVISION的創辦人松田咲實，涉嫌猥褻一位前來應徵的16歲少女而被捕，其後在5月28日就上述事件正式被警方起訴。松田因而在5月29日辭任社長。[6][7][8][9]
- 2006年3月，好莱坞明星科林·法瑞尔性爱录像带被前女友卖给色情网站。[10]
- 2004年爆出1995年的招妓丑闻[11]。
- 2003年2月，帕丽斯·希尔顿自拍录像被制成色情片芭黎絲的1夜发售。[12]
- 1999年，香港藝人吳綺莉與已婚的成龍傳出緋聞，起初雙方否認。而後吳綺莉未婚懷孕。成龍回應說：「我犯了天下男人都會犯的錯。」[13]

### 政治人物
- 2021年11月，中国网球运动员彭帅在微博发文称前中共中央政治局常委、国务院副总理张高丽曾与其维持十多年的婚外情、不伦恋和强迫性关系经历并最终遭到男方始乱终弃，并称张高丽的原配夫人康洁也知情。
- 2013年8月，上海市高级人民法院的多名法官被举报集体嫖娼，最终被开除公职。[14]
- 2011年12月，新加坡原「中央肅毒局」局長黃文藝涉嫌瀆職索取性賄賂。女方36歲，甲骨文集團新加坡私人有限公司的高級銷售經理，4度口交與1次性交，換取合約和商業利益。[15]
- 2011年，美國加州州長、前電影明星阿诺·施瓦辛格，與家中的女傭發生婚外情，並生下私生子。隱瞞元配長達14年。
- 2009年11月，中國國民黨籍立法委員吳育昇遭蘋果日報披露攜女伴孫仲瑜入住薇閣汽車旅館，他事後坦承發生婚外情與性關係，他也因薇閣事件而聲名大噪。[16][17][18]
- 2009年，無黨籍立委高金素梅與已婚的國民黨籍前臺北縣副縣長李鴻源傳出緋聞，兩人高調交往，李為此請辭副縣長。高金素梅先前也曾與親民黨籍立委鄭志龍爆出緋聞，鄭妻呂祖穎並傳真信件給媒體公開質疑，要求與鄭離婚。[19]
- 2007年1月至今，意大利總理貝盧斯科尼先對模特兒調情，導致妻子與他離婚[20]。之後一直被傳媒揭發多次參與全裸派對、召妓等。[21]
- 2008年3月，美國紐約州州長斯皮策因涉嫌召妓等事件曝光而辭職黯然下台。[22]
- 2007年7月，美國路易斯安納州選出來的共和黨參議員維特，10日發表聲明，承認自己是華府媽媽桑的顧客。[23]
- 2007年7月，香港廣播處長朱培慶（已婚）被記者拍攝到與一名劉姓女子挽手同行，被質疑召妓。[24][25][26][27]
- 2007年1月，以色列總統摩西·卡察夫被控強姦及性騷擾。
- 2005年6月，前民進黨汐止市黨部主委蔡茂雄，因為涉嫌對數名男童雞姦而被捕。[28]
- 2002年11月，前民進黨立委鄭余鎮棄立委職責於不顧，與女助理王筱嬋爆婚外情，遠走美國，他當時表示：「王筱嬋是『天上掉下來的禮物』。」事件爆發後遭民進黨開除黨籍，後指控王筱嬋施暴，分手回到妻子身邊。[29]
- 2001年，前台北市議員、媒體人璩美鳳與已婚台商曾仲銘過往甚密，結果遭友人郭玉玲及其女兒高淳淳偷拍性愛光碟隨周刊販售散布。[30]
- 1999年，國民黨立委章孝嚴擔任中華民國總統府秘書長時，因與藝人王筱嬋發生誹聞而黯然下臺。[31][32]
- 1998年，已婚的國民黨籍臺灣省政府發言人的黃義交和周玉蔻、何麗玲發生多角戀情，寶寶事件紅極一時，最後辭職平息風波。[33]
- 1998年，美國前總統克林頓與白宮實習生莫妮卡·萊温斯基的萊温斯基醜聞（先否認，再承認僅口交）。
- 1989年，第75届日本首相宇野宗佑的桃色丑闻。
- 1939年蔣經國外遇情婦章亞若，1942年生下雙胞胎章孝嚴、章孝慈。1942年8月章亞若猝死，死因眾說紛紜。

### 金融業
- 2021年4月，台新銀行消費金融處的一名高階主管與所屬部門多名女性主管有特殊關係。[34]

### 宗教界
- 2010年到2014年間，屏東一名退役藍姓中校，在原鄉部落兒童主日學校擔任教會長老，長期對13名7到12歲男、女學童猥褻及性侵。[35]
- 2011年，曾著有《天堂遊記》、《地獄遊記》的楊贊儒遭女信徒指控，假藉對信徒開示之名義，進行強吻、擁抱、撫摸女被害人等猥褻行為或發生性行為。[36]
- 2002年，臺北縣新店市基督教仰望福音之家牧師林進友，被控連續在教會姦淫三位未成年少女，經台北地院審結，依妨害性自主罪判四年徒刑。
- 2001年，韓國攝理教教主鄭明析，來台傳教被控性侵女信徒。（2007年5月於中國北京被逮捕。）
- 1999年，桃園縣中壢市基督教門徒教會爆發牧師唐台生「性輔導」女教友醜聞，刑滿出獄後，又涉嫌對11名女教友「性輔導」。唐台生家屬喊冤：「60歲的老牧師很難性侵別人吧？」[37]

### 學術界（老師或學生）
- 2007年，美國西點軍校生到台灣交流，遭被害人指控性侵。中華民國國防部長李天羽在立法院表示，經過初步調查，當事人沒有性侵害，而是接待西點的軍校生「熱情過當」。
- 2016年，香港前保良局莊啟程預科書院及保良局唐乃勤初中書院副校長許頌聲，被發現懷疑與其任教預科書院的其中一名女學生發展地下情，並於短訊內表示曾經用自己於香港考試及評核局公開考試委員會取得的內部機密資料促進該女生的學習。
- 2016年，香港遵理學校前通識科補習教師馬志豪，因桃色醜聞離開教育界。
- 2017年，長篇小說《房思琪的初戀樂園》作者林奕含在出書不久後自殺。案情牽涉師生戀與外遇糾紛。補習班教師陳星(本名陳國星)只承認在林奕含考大學前曾交往兩個月。[38]
- 2020年，29歲英國籍女老師在中國廣州擔任家教期間，誘姦多名國中生。[39]
- 2019年～2020年，一名台灣南投縣的高階警官之子，當時為高中生，挾其父的官威強迫女同學為其進行口交，南投草屯旭光高中生涉嫌性侵案。[40]

### 体育界
- 美国著名重量级拳击手邁克·泰森於自己事業巔峰期時期的1992年1月強姦蒂希兒·華盛頓，導致入獄三年。
- 韩国体育界曾被爆出教练员强奸运动员的案件。[41]
- ，2009年11月27日發生車禍，被揭發有婚外情。[42]
- 日本内柴正人，2011年與未成年少女發生性行為而被扣禁。[43]
- 中国足球11大性丑闻。[44]

### 軍方
- 2013年2月，國民黨立委楊麗環的胞弟少將楊文鎮，以檢查女性生殖器官為由，多次性騷擾年輕女士官。[45]

### 警方
- 2021年4月，香港警務處國家安全處處長蔡展鵬到「骨場」（無牌按摩院）的期間，遇上掃黃行動。

### 其它公眾人物
- 2007年4月，台灣首富郭台銘被揭發曾有婚外情，他回應：「哪個（男人）沒有逢場作戲？」
- 台塑集團王永慶唯一認定的長媳陳怡靜（已於2007年胃癌末期逝世），是王文洋的元配，甘做「沒有聲音的元配」。王文洋在留英期間，熱烈追求大他四歲的陳怡靜，兩人在1975年結婚，未料廿年後，卻發生王文洋與呂安妮的師生戀。

## 事件列表
- MeToo
  - 中國大陸
  - 印度（英语：Me Too movement (India)）
  - 臺灣
  - 巴基斯坦（英语：Me Too movement (Pakistan)）
  - 韓國（英语：Me Too movement (South Korea)）
- 约翰尼·喜多川性虐待丑闻
- 吳亦凡強姦、聚眾淫亂案 事件公開時間：2021年7月8日。
- 鮑毓明事件 事件時間2016年-2019年，2020年報導。
- Burning Sun事件 2019年報導
- 秦偉連續性侵案 2016年被控告
- 陳冠希裸照事件
- 柯林頓-萊文斯基醜聞 曝光時間1998年初，事件時間1996年底~1997年4月。
- 哈维·温斯坦性侵事件 曝光時間2017年10月
- 瀋陽事件
- 伊藤詩織被性侵事件
- 美國體操隊性侵醜聞
- 字母小姐
  - 2006年字母先生小姐事件
- N號房事件
- 李宗瑞性侵案
- 李天一強姦案

#### 類似事件
- 許藍方偷吃人夫事件
- 王力宏與李靚蕾事件 2021年12月17日深夜於Instagram以及新浪微博曝光
- 羅志祥被指控私生活混亂事件 2020年4月23日其女友周揚青微博曝光
- 王瞳與馬俊麟婚外情事件 2019年7月被鏡週刊報導
- 阿翔與謝忻出軌事件 2019年6月8日被鏡週刊拍到照片
- 許志安與黃心穎出軌事件 2019年4月16日由《蘋果日報》曝光
- 吳秀波與陳昱霖事件 2018年9月曝光，10年前開始。

## 參照
1. ↑  .   [2018-12-08]. （原始内容存档于2021-01-11）.
2. ↑  莊沛儀. . 自由時報. 2015-10-08  [2015-10-10]. （原始内容存档于2019-05-28）.
3. ↑  . ettoday. 2013-02-25  [2013-02-25]. （原始内容存档于2019-05-23）.
4. ↑  . 自由時報. 2012-08-09  [2012-08-09].[永久]
5. ↑  . 自由時報. 2010年8月5日  [2010-08-07]. （原始内容存档于2012年2月5日）.
6. ↑  「艺术视野」松田社长因淫亵有声望的16岁女孩而被捕 （页面存档备份，存于），ANN
7. ↑  当声优先过"潜规则"!ArtsVision声优事务所社长被控猥亵少女 的存檔，存档日期2007-09-28.，太平洋游戏网
8. ↑  恋声迷AV社前集体抗议,"猥亵门"波澜又起 的存檔，存档日期2007-09-28.，太平洋游戏网
9. ↑  田村博客言清白，堀江脱社正名节-猥亵门后续报道 的存檔，存档日期2007-09-28.，太平洋游戏网
10. ↑  . 腾讯网. 2006年1月12日  [2009-06-08].
11. ↑  新浪娱乐. . 新浪娱乐. 2004年9月20日  [2004-09-20]. （原始内容存档于2019-05-19）.
12. ↑  . 搜狐网. 2006-12-19  [2009-06-08]. （原始内容存档于2019-05-19）.
13. ↑  魏紜鈴. . 自由時報. 2007年4月18日  [2008-02-10]. （原始内容存档于2008年2月25日）.
14. ↑  . 网易新闻. 2013-09-17  [2013-08-07]. （原始内容存档于2019-05-20） （中文（简体））.
15. ↑  . ettoday. 2012-09-28  [2012-09-28]. （原始内容存档于2019-05-24）.
16. ↑  . 蘋果日報. 2009-11-13  [2009-11-14]. （原始内容存档于2009-11-14）.
17. ↑  蔡佩芳. . 聯合晚報. 2009-11-13  [2009-11-14].[永久]
18. ↑  在野高唱薇閣之歌 吳育昇快閃
19. ↑  立委犯桃花 婚外情一籮筐 （页面存档备份，存于）, 蘋果日報, 2011年02月16日
20. ↑  貝盧斯科尼向他的老婆道歉（Berlusconi apologises to his wife） （页面存档备份，存于）, BBC News.
21. ↑  . 鳳凰衛視. 2009年6月5日  [2009年11月9日]. （原始内容存档于2020年12月17日）.
22. ↑  .   [2008-03-18]. （原始内容存档于2019-05-20）.
23. ↑  . 東森新聞. 2007-07-11  [2008-05-20]. （原始内容存档于2008-06-17）.
24. ↑  .   [2008-02-13]. （原始内容存档于2007-07-10）.
25. ↑  朱培慶艷女同行狼狽避傳媒 (蘋果日報2007年7月6日 的存檔，存档日期2008年6月6日，.
26. ↑  朱培慶宣告希望儘早離職 (明報2007年7月9日) 的存檔，存档日期2007年10月10日，.
27. ↑  有線新聞關於朱培慶事件的報道
28. ↑  . 自由時報. 2005年6月24日  [2008-02-05]. （原始内容存档于2008年4月7日）.
29. ↑  . 自由時報. 2002年11月13日  [2008-02-10]. （原始内容存档于2007年7月1日）.
30. ↑  . 自由時報. 2002年1月16日  [2008-02-10]. （原始内容存档于2009年10月13日）.
31. ↑  王筱嬋甩過章孝嚴一巴掌, 蘋果日報 (台灣), 2003年09月28日
32. ↑  王筱嬋緊咬章孝嚴　羅福助對上李慶安[永久], 今周刊, 2005/6/13
33. ↑  婚外情一樁樁 立院成桃花窟[永久], 民視新聞, 2009/11/13
34. ↑  陳怡慈. . 經濟日報. 2021-04-26  [2021-04-26]. （原始内容存档于2021-05-26）.
35. ↑  . ettoday. 2015-03-30  [2015-03-31]. （原始内容存档于2019-05-23）.
36. ↑  許淑惠、王煌忠. . 蘋果日報. 2012-11-10  [2012-12-23]. （原始内容存档于2016-06-01）.
37. ↑  . 自由時報. 2007年6月10日  [2008-02-05]. （原始内容存档于2007年10月21日）.
38. ↑  . ettoday. 2017-05-09  [2017-05-09]. （原始内容存档于2019-05-22）.
39. ↑  陳珊珊. . 東森新聞. 2021-02-25  [2021-02-25].
40. ↑  . 蘋果日報. 2021-06-28  [2021-06-28]. （原始内容存档于2021-07-03）.
41. ↑  .   [2008-08-11]. （原始内容存档于2019-05-20）.
42. ↑  泰格·伍兹#車禍及婚外情傳聞
43. ↑  2011年因被揭發與未成年少女發生性行為而被扣禁。
44. ↑  .   [2012-10-19]. （原始内容存档于2008-12-25）.
45. ↑  . 蘋果日報. 2013-02-25  [2013-02-25]. （原始内容存档于2016-03-04）.